# Октавия Спенсър
Октавия Спенсър (на английски: Octavia Spencer) е американска актриса.

## Биография
Носителка на Оскар за поддържаща роля на церемонията през 2012 г. за ролята на камериерката Мини в драмата „Южнячки“. За тази роля получава и Златен глобус, награда на БАФТА и наградата на Гилдията на актьорите.

## Избрана филмография
| година | филм    | оригинално заглавие | роля         | режисьор    |
| ------ | ------- | ------------------- | ------------ | ----------- |
| 2011   | Южнячки | The Help            | Мини Джаксън | Тейт Тейлър |